# جمعة إنقاذ الوطن
جمعة إنقاذ الوطن، هي مسيرة ضخمة انطلقت يوم الجمعة 6 أكتوبر 2012 في العاصمة الأردنية عمان للمطالبة بإصلاحات سياسية، وذلك وسط تدابير أمنية مشددة اتخذتها السلطات الأردنية. وكانت جماعة الأخوان المسلمين في الأردن قد دعت إلى هذه المسيرة لتكون الأكبر منذ بدأ الاحتجاجات في البلاد، زاعمة أن عدد المشاركين قد فاق الـ70 ألفاً.

## التوتر الذي سبق يوم المسيرة
سادت أجواء من التوتر قبل أيام من يوم المسيرة التي أعلن عنها جماعة الأخوان المسلمين، حيث دعت جهات أخرى لمسيرة مضادة في نفس وقت ومكان المسيرة المعلن عنها، كما سادت إشاعات أن قوات الأمن والدرك لن يكونوا متواجدين في ذلك اليوم، مما زاد من خوف الناس من حدوث احتكاكات وصدامات قوية، ليقوم منظموا المسيرة المضادة بإعلان تأجيل مسيرتهم لوقت آخر تجنبا للصدام.